# Ada allenii
Ada allenii là một loài thực vật có hoa trong họ Lan. Loài này được (L.O.Williams ex C.Schweinf.) N.H.Williams mô tả khoa học đầu tiên năm 1972.